# Fuente de Piedra
Fuente de Piedra egy község Spanyolországban, Málaga tartományban. Fuente de Piedra Antequera, Sierra de Yeguas, La Roda de Andalucía és Humilladero községekkel határos. Lakosainak száma 2958 fő (2024).

## Nevezetességek
Területén található a gazdag élővilágáról ismert Fuente de Piedra-i tó, ahol többek között Európa második legnagyobb rózsásflamingó-állománya található meg.

## Népesség
A település népessége az elmúlt években az alábbi módon változott:
| Lakosok száma | 1913 | 2067 | 2341 | 2783 | 2758 | 2612 | 2507 | 2596 | 2787 | 2958 |
|               | 2001 | 2004 | 2007 | 2009 | 2012 | 2014 | 2017 | 2019 | 2022 | 2024 |